# Kościół Najświętszego Serca Pana Jezusa w Janikowie
Kościół Najświętszego Serca Pana Jezusa w Janikowie – jeden z trzech rzymskokatolickich kościołów parafialnych w Janikowie, w powiecie inowrocławskim, w województwie kujawsko-pomorskim. Należy do dekanatu barcińskiego archidiecezji gnieźnieńskiej.
Pierotnie była to świątynia murowana, wybudowana w 1925 roku przez cukrownię jako kaplica. Następnie została rozbudowana w 1977 roku do rozmiarów kościoła na planie krzyża. Wnętrze kościoła utrzymane jest w stylu współczesnym, ściana prezbiterium jest ozdobiona grafiką z wizerunkiem Chrystusa, w oknach są umieszczone wspaniałe witraże. W kościele znajdują się organy 7-głosowe z jedną klawiaturą, trakturą gry i trakturą rejestrów pneumatycznymi. Kontuar instrumentu jest wolnostojący, jest usytuowany bokiem do ołtarza. Obecnie organy są wyłączone z użytkowania. W przyszłości mają być remontowane.